# Takuro Kuwata
 (mars 2023).
Takuro Kuwata est un céramiste japonais né en 1981 dans la préfecture d'Hiroshima, il travaille actuellement à Gifu au japon.

## Biographie
Takuro Kuwata est diplômé de l'Université des Arts Kyoto Saga en 2001.
En 2002 il devient apprenti chez le céramiste Susumu Zaima
En 2007 il devient diplômé du Tajimi City Pottery Design and Technical Center également appelé Ishoken

## Technique
Il utilise des techniques traditionnelles japonaises de céramique comme le kintsugi, le kairagi, le shino, ou le ishihaze, une technique qui consiste à insérer des minéraux dans la terre crue. Au moment de la cuisson, les minéraux explosent et déforment la céramique.

## Expositions
Takuro Kuwata a exposé dans de nombreuses villes comme Londres (Alison Jacques Gallery, 2016), Bruxelles (Gallerie Pierre Marie Giraud, 2017), et Tokyo (Trading Museum COMME des GARÇONS, 2018).
En 2022 il fait partie de l'exposition se tenant à la Hayward Gallery de Londres, Strange Clay : Ceramics in Contemporary Art

## Distinctions
En 2008 il reçoit un prix d'encouragement à l'Asahi Modern Craft Exhibition
En 2018 il est finaliste du prix Loewe Craft Prize